# Infernal SS
Infernal SS – minialbum częstochowskiego zespołu black metalowego Infernal War wydany w czerwcu 2002 roku przez wytwórnię Dark Blaze Stronghold.

## Lista utworów
1. „Blok II” – 2:15
2. „Ściąć nazarejczyka” – 3:10
3. „Czas zniszczenia” – 3:33
4. „Zrodzeni z nienawiści” – 2:32
5. „Czarne legiony SS” – 3:35
6. „Lata niewoli” – 5:24
7. „Chainsaw Gutsfuck” – 3:08 (cover Mayhem)

## Twórcy
- P. – wokal
- Zyklon – gitara
- Triumphator – gitara
- A. – gitara basowa
- Paweł "Stormblast" Pietrzak – perkusja